# Poliopastea plumbea
Poliopastea plumbea là một loài bướm đêm thuộc phân họ Arctiinae, họ Erebidae.